# Język mor (transnowogwinejski)
Język mor – prawie wymarły język papuaski z indonezyjskiej prowincji Papua Zachodnia, używany przez grupę ludności w północno-zachodniej części półwyspu Bomberai (kabupaten Fakfak).
Poważnie zagrożony wymarciem. Znajduje się pod presją języków baham, iha i indonezyjskiego. Jest używany w środowisku domowym, wyłącznie przez osoby w podeszłym wieku. Odnotowano, że posługuje się nim 30 osób (2012); dodatkowo 70 osób ma pewną ograniczoną znajomość języka. Cała grupa etniczna liczy 100 osób.
Katalog Ethnologue (wyd. 22) rozpatruje go jako samodzielną gałąź języków transnowogwinejskich. Zebrane fakty lingwistyczne, które miałyby go łączyć z językami transnowogwinejskimi (zasób zaimków, leksyka), nie pozwalają jednak jednoznacznie wykazać takiej przynależności. Przez autorów bazy danych Glottolog (4.6) został sklasyfikowany jako izolat. Również autorzy publikacji The Languages and Linguistics of the New Guinea Area (2018) rozpatrują go jako język odosobniony. Podobieństwa między mor a innymi językami dają się wytłumaczyć zapożyczaniem.
Nie jest spokrewniony z austronezyjskim językiem mor (moor). Bliżej niepoznany, dostępne materiały ograniczają się do list słownictwa (opublikowanych w 1998 r.) i podstawowych danych gramatycznych. Działania na rzecz dokumentacji tego języka podjął H. Hammarström.